# Anna Gasper
Anna Gasper (Colonia, Alemania; 3 de enero de 1997) es una futbolista alemana. Juega como delantera y su equipo actual es el 1. FFC Turbine Potsdam de la Bundesliga de Alemania.

## Clubes
| Club                   | País     | Año             |
| ---------------------- | -------- | --------------- |
| Bayer 04 Leverkusen    | Alemania | 2013 - 2016     |
| 1. FFC Turbine Potsdam | Alemania | 2016 - presente |

## Títulos

### DFB-Hallenpokal
| Título          | Club                | País     | Temporada |
| --------------- | ------------------- | -------- | --------- |
| DFB-Hallenpokal | Bayer 04 Leverkusen | Alemania | 2015      |